# Palazzo Boncompagni Sterbini

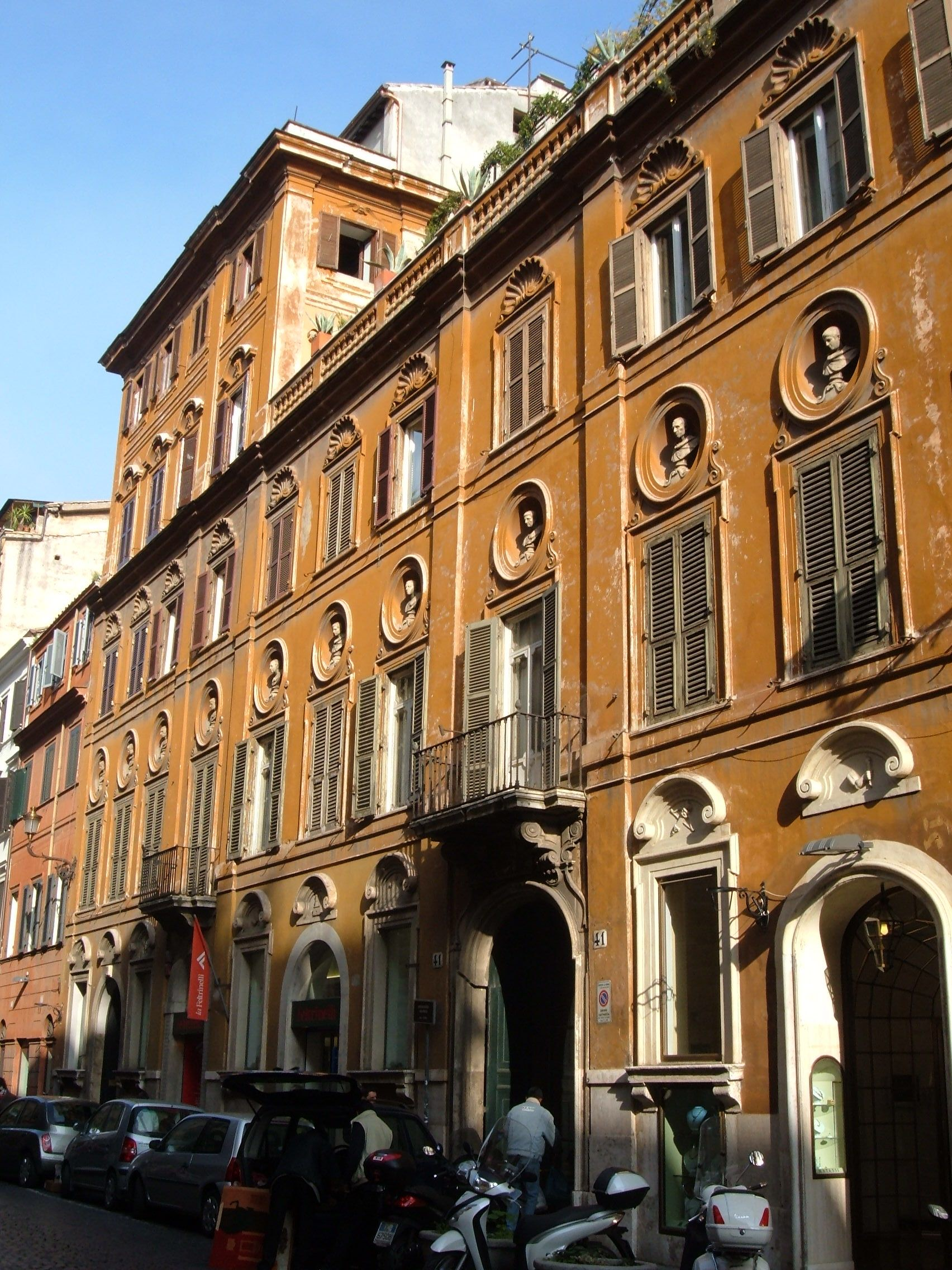
Vista do palácio.

Palazzo Boncompagni Sterbini ou apenas Palazzo Sterbini é um palácio rococó do século XVIII localizado no número 41 da Via del Babuino, no rione Campo Marzio de Roma. Construído para a família Boncompagni, que também era proprietária do vizinho Palazzo Boncompagni Cerasi, era famoso por sua coleção de bustos dos imperadores romanos. Foi comprado mais tarde pela familia Sterbini, conhecida por causa de Cesare Sterbini, o autor do libretto de "O Barbeiro de Sevilha", de Rossini. Em 1888, foi restaurado por Francesco Vespignani.